# Planeur Wright de 1902
Dimensions

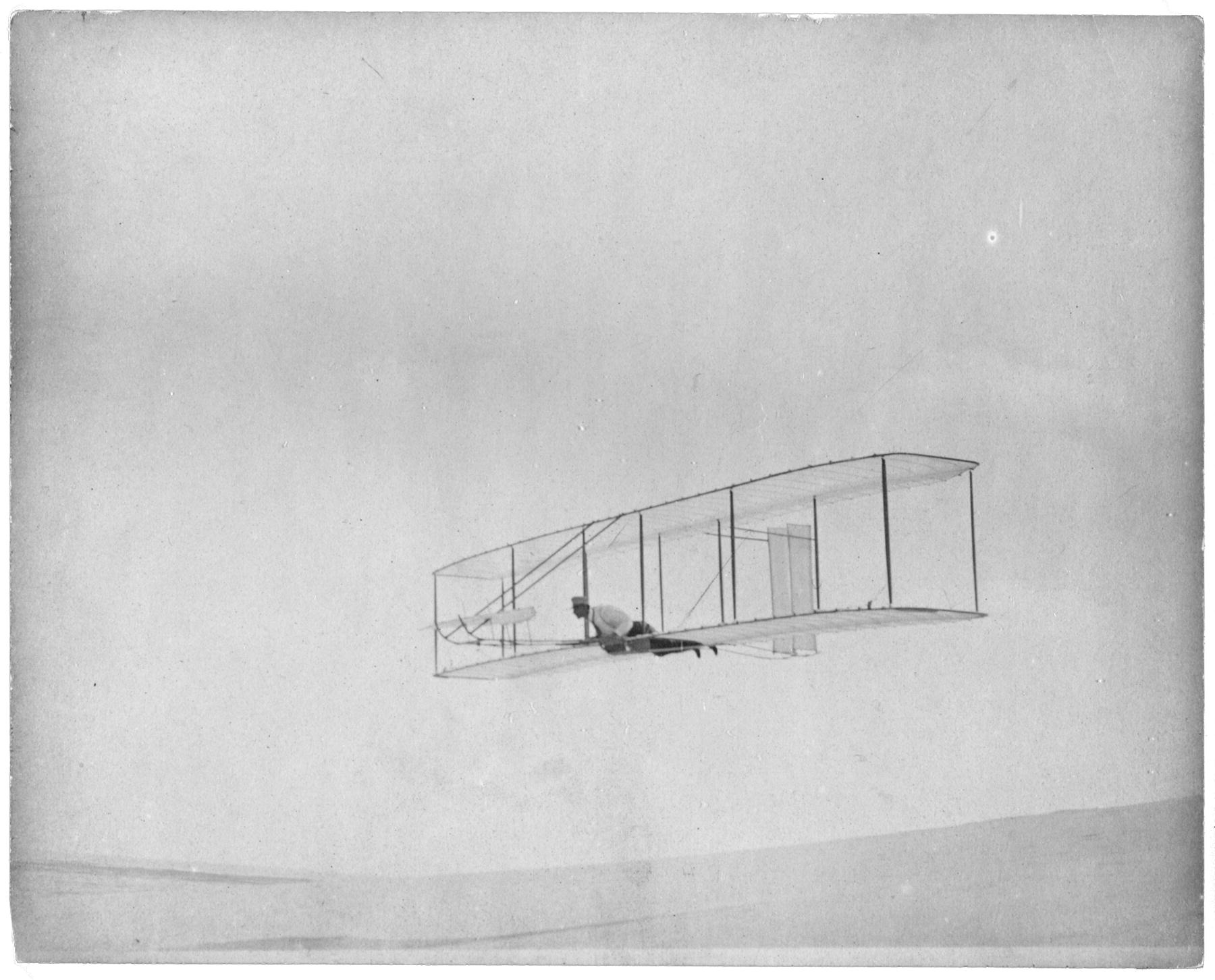
Version initiale du planeur de 1902 (avec double dérive fixe) piloté par Wilbur Wright

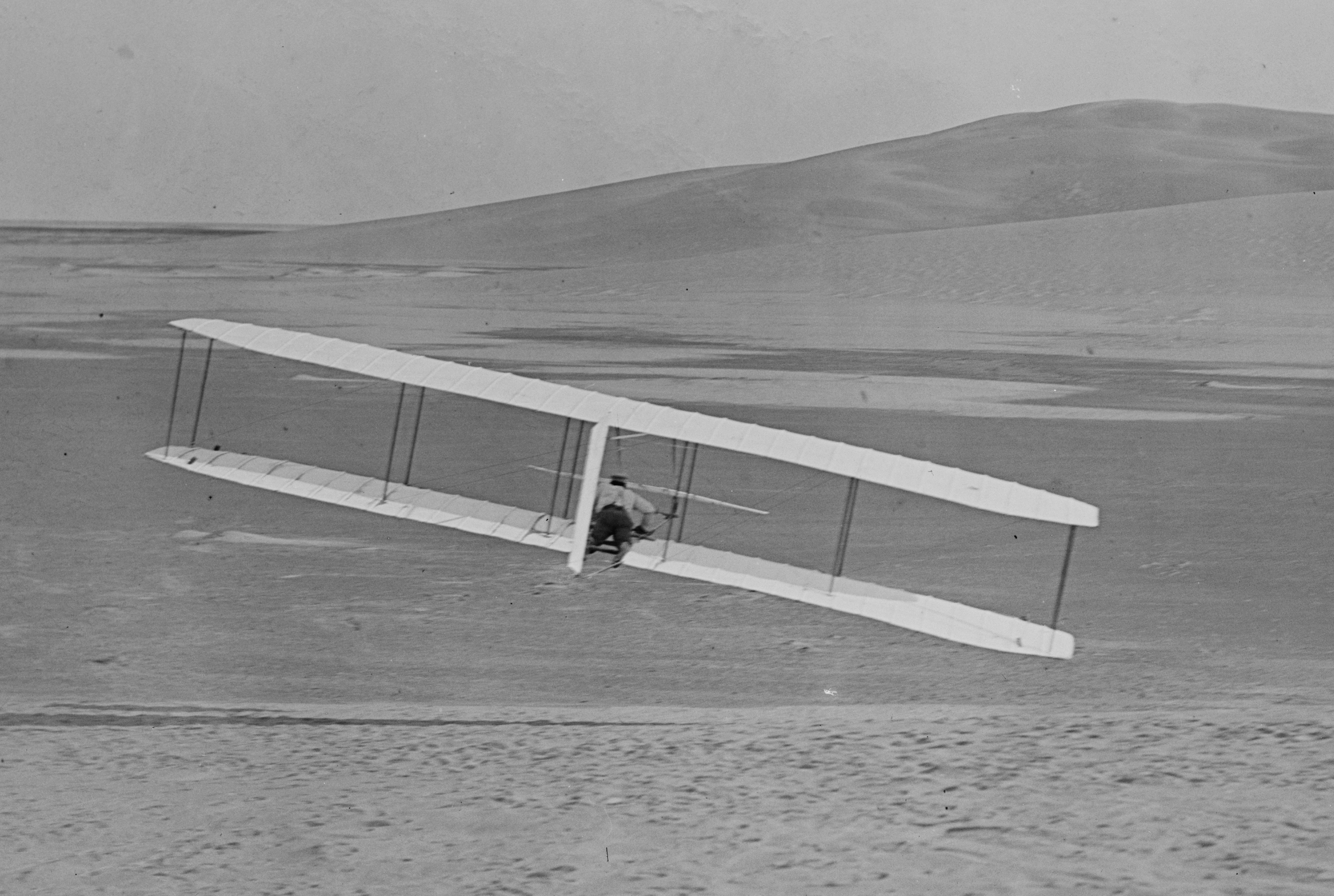
Wilbur en virage à droite le 24 octobre 1902

Le planeur Wright de 1902 est l'aboutissement du travail réalisé sur les planeurs par les frères Wright depuis 1899. C'est la première machine volante pilotée sur les trois axes, en tangage, en roulis (par vrillage de l'aile) et en lacet, capable d'effectuer un changement de direction contrôlé. Bien que cela soit rarement souligné, la « pilotabilité » de ce planeur représente en fait l'avancée majeure des frères Wright aux débuts de l'aviation, notamment par rapport aux machines de Clément Ader. "Le problème du vol était en soi résolu.", "Il n'y eut plus de découvertes d'aussi grande importance plus tard." 

## La technique de vol
Les frères Wright ont réalisé des essais de différentes ailes dans leur mini soufflerie pendant l'hiver 1901-1902. Ces essais ont montré l'avantage d'une aile plus allongée que celle de leur planeur de 1901. Pour augmenter la portance et diminuer la traînée induite, l'envergure de l'aile a donc été augmentée, elle est passée de 6,70 à 9,75 mètres.

Les surfaces de stabilisation et de contrôle ont été modifiées. Pour contrôler le lacet inverse mis en évidence par les vols du planeur 1901, le planeur a été muni de deux dérives (deux plans verticaux) arrière fixes, mais, dans cette nouvelle configuration, plusieurs fois le pilote a été incapable de stopper le virage (unable to stop turning) et le planeur a percuté le sol. " L'addition d'une surface [verticale] arrière fixe aggravait le problème, et rendait la machine absolument dangereuse ". Les frères enlevèrent alors une des deux dérives, mais sans succès. 
Cette dérive fixe sera finalement remplacée par une surface verticale mobile conjuguée à la commande de roulis. Avec cette modification, ils obtinrent un meilleur contrôle, mais l'instabilité spirale était toujours présente; " ce problème ne fut entièrement résolu qu'à la fin septembre 1905 ", avec " l'addition de deux surfaces avant fixes ".
Le contrôle en roulis restait obtenu comme en 1901 par « gauchissement » ou vrillage de la voilure.
Ayant effectué entre août et novembre 1902 environ sept à huit cents vols planés, d'une longueur de 150 à 190 mètres, ils arrivent progressivement à maîtriser l'instabilité de leur machine et contrôler la trajectoire de vol de leur planeur.

## L'avant-dernière marche
Capables de concevoir une machine qui porte son pilote, légèrement instable mais contrôlable, les frères Wright peuvent s'attaquer alors au problème de la propulsion pour réaliser le premier vol motorisé : ce sera le Flyer de 1903.